# NGC 1171
NGC 1171 je galaksija u zviježđu Perzej.

## Vanjske poveznice
- SEDS: NGC 1171